# Pittosporopsis
Pittosporopsis es un género monotípico de plantas de la familia  Metteniusaceae. Su única especie: Pittosporopsis kerrii Craib, es originaria del sureste de Asia.

## Descripción
Son arbustos que alcanzan los 4-7 (-17 ) m de altura. La corteza es de color rojo-marrón; las ramitas marrón -verde, escasamente lenticeladas; las ramas jóvenes son verdes, ligeramente puberulentas. Las hojas pecíoladas, brillantes, abaxialmente verde claro, verde oscuro adaxialmente, de 12-22 × 4-8.5 cm, ligeramente peludas abaxialmente en vena media, nervios laterales 5-7 pares, nervio medio y venas laterales prominentes abaxialmente. La inflorescencia se produce en cimas de 3-4.5 mm, con pedúnculo de 1.5-2.5 mm, con ramas 0.4-0.8 cm; pedicelo amarillo puberulentos; brácteas 3 o 4, escamosas. El fruto es una drupa de color blanco -verde y comestible cuando es joven, que torna a marrón cuando está seca. Las semillas son de color rojo-marrón con testa muy delgada de color amarillo -blanco.

## Distribución
Se encuentra en los densos bosques de los valles, a una altitud de 300-1600 metros, en Yunnan de China, Laos, Birmania, Tailandia y el norte de Vietnam.
Las semillas son comestibles y se dice que se usa medicinalmente.

## Taxonomía
Pittosporopsis kerrii fue descrita por William Grant Craib y publicado en [Plantae Asiaticae Rariores]] 3: 11, en el año 1831.
Sinonimia
- Pittosporopsis nervosa Gagnep.
- Pittosporum nervosum (Gagnep.) Gowda
- Stemonurus yunnanensis Hu